# Pai & Filha
Pai & Filha é um álbum colaborativo entre a cantora brasileira Wanessa Camargo (seu décimo álbum de estúdio) e seu pai, o cantor Zezé Di Camargo (seu terceiro álbum de estúdio). O álbum foi anunciado próximo ao lançamento da série-documentário protagonizada pelos artistas, É O Amor: Família Camargo, sendo lançado no dia posterior à série.
O álbum conta com músicas inéditas, incluindo o single Daqui a 20 Anos, além de regravações de músicas antigas e um remix urban de É o Amor, produzido por Papatinho.

## Antecedentes e produção
A ideia de um projeto conjunto entre Wanessa e seu pai, Zezé Di Camargo, surgiu com a turnê Pai & Filha em 2007. No entanto, não havia tempo para a realização de algo além da turnê conjunta até 2020. Com o avanço da pandemia da COVID-19 e a dificuldade de divulgação de um DVD de 20 anos de carreira da artista, a ideia de um novo projeto envolvendo ambos pôde finalmente ser colocada em prática. O pai, Zezé, também teve que adiar os planos de 30 anos de carreira da dupla com Luciano, uma vez que o mesmo está investindo em seu projeto Gospel. Além do álbum, também houve a gravação da série É O Amor: Família Camargo para a Netflix..
Após ter que lidar com sucessivas perdas de entes queridos, entre as quais um aborto espontâneo que sofreu poucos dias após a morte do avô paterno, Francisco Camargo, Wanessa se afastou das redes sociais para cuidar da saúde mental, a ponto de se recuperar e voltar ao estúdio, dando continuidade ao projeto.
Nas redes sociais, a cantora postou stories no Instagram em estúdio ao lado do produtor Papatinho e com as compositoras Bibi Ferreira e Paula Mattos, com quem compôs a música "Isso É o Amor".

## Lista de faixas
Todas as faixas produzidas por Alexandre Kassin e Felipe Duram, exceto onde citado.
| Edição padrão  |                                      |                                                                       |                  |         |  |
| N.º            | Título                               | Compositor(es)                                                        | Produtor(es)     | Duração |  |
| 1.             | "Toda Tarde[*]"                      | Elias Mafra Leandro Visacre Lucas Carvalho Luigi Souza William Santos |                  | 3:45    |  |
| 2.             | "Difícil É Controlar A Paixão[+]"    | César Lemos Silvio Richetto                                           |                  | 3:29    |  |
| 3.             | "Daqui A 20 Anos[*]"                 | Rapha Lucas Samuel Deoli                                              |                  | 2:51    |  |
| 4.             | "Nem Mais Uma Dúvida[+]"             | Antônio Luiz Cecílio Nena Zezé Di Camargo                             |                  | 3:56    |  |
| 5.             | "Ave De Rapina[1][*]"                | Liah Soares Wanessa Camargo Zezé Di Camargo                           |                  | 3:27    |  |
| 6.             | "Isso É O Amor[1][*]"                | Bibi Oliveira Paula Mattos Wanessa Camargo                            |                  | 3:59    |  |
| 7.             | "Band-Aid[1][*]" (part. Léo Santana) | Bibi Oliveira Dayane Camargo                                          |                  | 3:24    |  |
| 8.             | "Pra Desbotar A Saudade[+]"          | Fátima Leão                                                           |                  | 3:41    |  |
| 9.             | "Meu Coração Mandou[2][+]"           | Cesar Augusto Pisca Piazzolli                                         |                  | 3:08    |  |
| 10.            | "Tanta Saudade[1][+]"                | Bonnie Baker Jason Deere Kelie Coffrey Dudu Falcão (adapt.)           |                  | 3:54    |  |
| 11.            | "Imperfeito[+]"                      | César Lemos Karla Aponte The Fevers                                   |                  | 3:29    |  |
| 12.            | "É O Amor[+]" (Papatinho Remix)      | Zezé Di Camargo                                                       | Papatinho Kassin | 4:32    |  |
| Duração total: | Duração total:                       | Duração total:                                                        | Duração total:   | 43:35   |  |

| Edição Deluxe  |                      |                |                |         |  |
| N.º            | Título               | Compositor(es) | Produtor(es)   | Duração |  |
| 13.            | "Coração de Leão[1]" | César Lemos    | César Lemos    | 3:24    |  |
| Duração total: | Duração total:       | Duração total: | Duração total: | 46:59   |  |

Notas
- ↑[*] Indica canções inéditas.
- ↑[+] Indica regravações.
- ↑[1] Cantada somente por Wanessa Camargo, exceto onde é citado.
- ↑[2] Cantada somente por Zezé Di Camargo.
- A faixa Coração de Leão foi lançada como single promocional dia 26 de julho de 2021.

- A regravação de Tanta Saudade possui vocais de fundo do produtor César Lemos, como revelado pela própria Wanessa em seu canal no YouTube.